# 銀幕のヒロイン
『銀幕のヒロイン』（ぎんまくのヒロイン）は、川島なお美の5枚目のアルバムである。

## 解説
- ハリウッド映画をテーマにした10曲が収録されているコンセプト・アルバム。
- 「想い出のビッグ・ウェンズデイ」は、波のSEが挿入されているアルバムバージョンとなっており、再生時間がシングルバージョンと比べて20秒近く長い。
- 「想い出のビッグ・ウェンズデイ」のB面「グッバイ・シーズン」は未収録。
- 「銀幕のヒロイン」「Good-Bye American Dream」「まるでカサブランカ」では、NAO美名義で川島なお美が作詞に参加している。
- LPのライナーノートは、映画館をモチーフとしたものになっている。

## 収録曲
1. 銀幕のヒロイン

　作詞:Nao美/作曲:渡辺真知子/編曲:難波弘之
2.ティファニーで朝食を
　作詞:阿木燿子/作曲:井上鑑/編曲:松下誠
3.黄昏れのチャイナタウン
　作詞:売野雅勇/作曲:伊藤銀次/編曲:国吉良一
4.メドレー：泣かないでピノキオ～When you wish upon a  star(星に願いを)～泣かないでピノキオ
　作詞:田口俊/作・編曲:山川恵津子
5.ボニー・アンド・クライド
作詞:売野雅勇/作曲:杉真理/編曲:杉真理&大谷和夫
6.想い出のビッグ・ウェンズデイ
作詞:売野雅勇/作曲:杉真理/編曲:椎名和夫
7.暗くなるまで待って
作詞:阿木燿子/作曲:井上鑑/編曲:松下誠
8.悲しみよ　こんにちは
作詞:大沢孝子/作曲:松田良/編曲:椎名和夫
9.Good-Bye American Dream
作詞:Nao美&杉真理/作曲:杉真理/編曲:杉真理&大谷和夫
10.まるで　カサブランカ
作詞:Nao美/作曲:渡辺真知子/編曲:難波弘之

## リリース
1984年9月29日にLP・CTが発売された。さらに約1か月後の10月20日にはCDが発売された。1st～3rdアルバムが2000年代に再発売されたものの、今作は再発売されていない。2016年現在では音楽配信サイトで配信されている。

## 他アルバムへの収録
「CDベストナウ」
銀幕のヒロイン/黄昏れのチャイナタウン/想い出のビッグ・ウェンズデイ/まるでカサブランカ
「ベストアルバム W」
ティファニーで朝食を/黄昏れのチャイナタウン/想い出の・ビッグウェンズデイ/まるでカサブランカ
「GOLDEN☆BEST 川島なお美」
想い出のビッグ・ウェンズデイ